# Dipsas oreas
Dipsas oreas este o specie de șerpi din genul Dipsas, familia Colubridae, descrisă de Cope 1868.

## Subspecii
Această specie cuprinde următoarele subspecii:
- D. o. oreas
- D. o. elegans
- D. o. ellipsifera